# Tennis Girl
The Tennis Girl é um pôster britânico de uma tenista sem calcinha que se tornou um ícone pop.

## Criação
A foto foi tirada por Martin Elliott, então com 30 anos, em setembro de 1976 e apresenta Fiona Butler de 18 anos (agora Walker), sua namorada na época. A foto foi tirada nas quadras de tênis da Universidade de Birmingham (anteriormente Edgbaston Lawn Tennis Club) em Edgbaston Park Road, Birmingham, Inglaterra. O local é ocupado agora pelas residências universitárias da Quadra de Tênis. O vestido foi feito à mão pela amiga de Butler, Carol Knotts, a partir de um Simplicity Pattern com acabamento em renda adicionado. Knotts também forneceu a raquete de tênis, com todos os itens emprestados mais tarde devolvidos por Butler para Knotts após a filmagem com uma caixa de chocolates. Butler pegou emprestado os plimsolls de seu pai, enquanto as bolas de tênis eram aquelas usadas como brinquedos pelo cachorro de estimação de sua família.